# Mee Peuduek
Mee Peuduek is een bestuurslaag in het regentschap Pidie Jaya van de provincie Atjeh, Indonesië. Mee Peuduek telt 700 inwoners (volkstelling 2010).